# Mediolanum Capta Est
Pour les articles homonymes, voir Mediolanum (homonymie).
Albums de Mayhem
Wolf's Lair Abyss
(1997) Grand Declaration of War
(2000)
Mediolanum Capta Est est un album live du groupe de black metal norvégien Mayhem, sorti en 1999.
Il a été enregistré le 2 novembre 1998 au Rainbow Club, à Milan, en Italie.

## Morceaux
| No  | Titre                   | Durée |
| --- | ----------------------- | ----- |
| 1.  | Silvester Anfang        | 1:51  |
| 2.  | Deathcrush              | 3:31  |
| 3.  | Fall of Seraphs         | 6:35  |
| 4.  | Carnage                 | 4:42  |
| 5.  | Necrolust               | 3:47  |
| 6.  | Ancient Skin            | 5:42  |
| 7.  | Freezing Moon           | 6:51  |
| 8.  | Symbols of Bloodswords  | 4:53  |
| 9.  | From the Dark Past      | 5:12  |
| 10. | Chainsaw Gutsfuck       | 5:16  |
| 11. | I Am thy Labyrinth      | 6:15  |
| 12. | Pure Fucking Armageddon | 1:01  |